# Tell el-Yahoudieh
Pour les articles homonymes, voir Léontopolis (homonymie).
Tell el-Yahoudieh ou Tell el-Yahûdîya est une localité du sud de la Basse-Égypte dans le delta. Elle se nommait Nai-ta-hout dans l'Antiquité, rattachée au nome héliopolitain, elle était le siège d'un culte dédié à la déesse Bastet.

## Fouilles
Le site a livré de nombreux vestiges archéologiques qui couvrent une période d'occupation allant du Moyen Empire à l'époque romaine. Il a été exploré pour la première fois par Henri Édouard Naville pour le compte de l'Egyptian Exploration Fund.
Les fouilles ont mis au jour un grand nombre de céramiques d'un genre singulier retrouvés par ailleurs dans d'autres sites du Moyen-Orient et donnant une bonne méthode de datation entre les différents foyers de civilisations. C'est William Matthew Flinders Petrie qui, en 1906, a été le premier à l'identifier et en céramologie le terme type Yahoudiyeh qualifie depuis l'ensemble de cette production d'importation que l'on retrouve de la Nubie jusqu'en Syrie.
Les fouilles ont permis également de retrouver les restes de plusieurs édifices. Une puissante enceinte carrée de près de cinq-cents mètres de côtés a été identifiée très tôt comme étant une forteresse en raison de l'épaisseur des murs et de leur architecture remontant à la fin du Moyen Empire. On a longtemps cru qu'il s'agissait là d'une forteresse Hyksôs en raison de son aspect inhabituel pour la période, de son analogie avec d'autres structures identifiées en Syrie et en Canaan et du nombre élevé de céramiques étrangères trouvées en corrélation avec les niveaux stratigraphiques de la cité. 
Cette hypothèse est aujourd'hui abandonnée car les mêmes céramiques ont été par la suite identifiées dans des niveaux encore plus anciens attestant que le site existait déjà au début de la XIIe dynastie et était déjà le siège d'une activité commerciale et d'échanges internationaux intenses, typiques de cette période florissante du Moyen Empire. Si l'aspect défensif de l'enceinte est incontestable il est fort probable qu'il s'agisse d'une des places fortes fondées par les souverains égyptiens afin de contrôler ce commerce et ces échanges provenant de l'orient.
Par la suite à l'intérieur de cette enceinte un temple du Nouvel Empire y a été construit dans lequel de grands colosses de Ramsès II s'élevaient et dont on a retrouvé des fragments. Mérenptah qui lui succéda y a également laissé sa trace y élevant un monument orné de colonnes papyriformes probablement à la suite de sa victoire sur les Libyens. Des fragments de statues et de blocs décorés attestent la présence de différents monuments contemporains. C'est également de Tell el-Yahoudieh que provient un artefact unique en son genre, remontant à Séthi Ier et qui représenterait un modèle réduit du grand portail du temple d'Atoum d'Héliopolis.
Non loin un palais a été édifié pour Ramsès III. Ce dernier a livré de célèbres plaques de faïences qui le décoraient autrefois dont notamment celles de la salle du trône montrant des prisonniers des pays conquis ligotés et soumis à Pharaon. Ramsès III a particulièrement honoré les dieux d'Héliopolis y fondant des domaines à son nom et y consacrant de nouveaux sanctuaires selon le comput des années de son règne conservé sur le grand papyrus Harris. Il est fort probable que Tell el-Yahoudieh fasse partie de ces fondations, assurant la prospérité du culte héliopolitain sur la région.

## Le temple d'Onias
Le site est aussi connu pour le temple, construit par le grand prêtre juif Onias IV, fils du grand-prêtre Onias III, qui trouva asile et protection auprès de Ptolémée VI Philométor au IIe siècle avant notre ère. 
Il obtint en effet le droit d'édifier un temple, bâti sur le modèle de celui de Jérusalem, après la conquête et le pillage de cette dernière cité et de son célèbre temple par les rois séleucides Séleucos IV puis Antiochos IV. La cité devint alors le siège d'une des plus importantes communautés juives d'Égypte.
Le temple d'Onias (en) aurait été identifié par Petrie lors de ses fouilles du site au début du XXe siècle au nord-est de la grande enceinte du site préalablement fouillée. Le temple aurait été bâti sur une éminence et n'était accessible que par un escalier, l'ensemble formant une sorte d'acropole dominant le site. Selon Mathias Delcor, « il n'est pas prouvé que les fondations dégagées (...) soient celles du temple d'Onias ».
Une colonie hébraïque attirée par la création de leur culte à Léontopolis s'installe dans la ville. Elle devient importante grâce à l'arrivée de réfugiés qui fuyaient l'oppression des rois Séleucides en Cannan. Elle y prospère pendant plus de trois siècles. Le temple d'Onias fonctionnera jusqu'en l'an 73 date à laquelle, à la suite de la grande révolte des Juifs des années 66 à 70, il est fermé sur les ordres de l'empereur romain Vespasien en réaction contre le Judaïsme. 
Craignant que ce dernier lieu de culte de Yahvé ne devienne le nouveau centre d'une rébellion juive à la suite de la prise de Jérusalem et à la destruction de son temple, l'empereur ordonne sa destruction.